# Qualifications de la zone Europe pour la Coupe du monde de rugby à XV 2003
Navigation
Qualifications Coupe du monde 1999 Qualifications Coupe du monde 2007
Les qualifications européennes de la Coupe du monde de rugby à XV 2003 se déroulent en quatre tours, dont le dernier permet la qualification directe de quatre équipes, plus un cinquième tour permettant de désigner un barragiste devant affronter le barragiste de la zone africaine, puis, en cas de victoire, le barragiste de la zone américaine. Les équipes européennes ayant participé aux quarts de finale de la Coupe du monde de rugby à XV 1999 sont exemptées de ces qualifications et qualifiées d'office.

## Liste des équipes participantes
| - Allemagne - Andorre - Autriche - Belgique - Bosnie-Herzégovine - Bulgarie - Croatie - Danemark | - Espagne - Géorgie - Hongrie - Irlande - Israël - Italie - Lettonie - Lituanie | - Luxembourg - Malte - Moldavie - Monaco - Norvège - Pays-Bas - Pologne - Portugal | - République tchèque - Roumanie - Russie - Serbie et Monténégro - Slovénie - Suède - Suisse - Ukraine |

## Tours de qualification

### 1ertour
Dix-huit équipes sont réparties en trois poules, dont le premier match eut lieu le 23 septembre 2000. La Belgique, la Suisse, la Suède, premiers de poule, ainsi que la Lettonie, meilleur deuxième sont qualifiés pour le tour suivant. Toutes les autres équipes sont éliminées.

### 2etour
Entrée des six équipes de la division B du Championnat européen des nations : l'Allemagne, la Croatie, le Danemark, la Pologne, la République tchèque et l'Ukraine. La République tchèque et la Pologne, premiers de poule, sont qualifiés pour le quatrième tour. Toutes les autres équipes sont éliminées.

#### Classement poule 1
| Rang | Pays               | J | V | N | D | Pm | Pe | Diff | Pts |
| ---- | ------------------ | - | - | - | - | -- | -- | ---- | --- |
| 1    | République tchèque | 4 | 4 | 0 | 0 | 0  | 0  | 0    | 12  |
| 2    | Ukraine            | 4 | 3 | 0 | 1 | 0  | 0  | 0    | 10  |
| 3    | Croatie            | 4 | 2 | 0 | 2 | 0  | 0  | 0    | 8   |
| 4    | Suisse             | 4 | 1 | 0 | 3 | 0  | 0  | 0    | 6   |
| 5    | Belgique           | 4 | 0 | 0 | 4 | 0  | 0  | 0    | 4   |

|  | Qualifié pour le 3e tour de la compétition (no 1). |
|  | Relégué en division C (no 5).                      |

#### Classement poule B
| Rang | Pays      | J | V | N | D | Pm | Pe | Diff | Pts |
| ---- | --------- | - | - | - | - | -- | -- | ---- | --- |
| 1    | Pologne   | 4 | 4 | 0 | 0 | 0  | 0  | 0    | 12  |
| 2    | Allemagne | 4 | 2 | 0 | 2 | 0  | 0  | 0    | 8   |
| 3    | Suède     | 4 | 2 | 0 | 2 | 0  | 0  | 0    | 8   |
| 4    | Danemark  | 4 | 2 | 0 | 2 | 0  | 0  | 0    | 8   |
| 5    | Lettonie  | 4 | 0 | 0 | 4 | 0  | 0  | 0    | 4   |

### 3etour
Entrée des quatre équipes du bas de tableau de la division A du Championnat européen des nations : l'Espagne, les Pays-Bas, le Portugal et la Russie. La Russie et l'Espagne, premiers de poule, sont qualifiés pour le quatrième tour. Toutes les autres équipes sont éliminées.

### 4etour
Entrée de l'Irlande, de l'Italie et des 2 équipes du haut de tableau de la division A de la Coupe d'Europe des nations : la Géorgie et la Roumanie. Les qualifiés directs pour la Coupe du monde sont l'Irlande et la Géorgie en poule A et l'Italie et la Roumanie en poule B. La Russie et l'Espagne troisième des poules doivent participer au  5e tour pour déterminer l'équipe qui dispute le tour de repêchage.

### 5etour
- Espagne 3 – 36 Russie
- Russie 22 – 38 Espagne

La Russie est qualifiée (58 - 41 au cumul) pour le tour de repêchage mais elle est exclue pour non-respect des règles d'éligibilité de joueurs en équipe nationale. L'Espagne est donc désignée pour affronter la Tunisie en tour de repêchage.

## Liste des qualifiés
- Qualifiés d'office
  -  France (finaliste en 1999)
  -  Angleterre (quart de finaliste en 1999)
  -  Pays de Galles (quart de finaliste en 1999)
  -  Écosse (quart de finaliste en 1999)
- Qualifiés directs à l'issue du 4e tour
  -  Irlande
  -  Italie
  -  Géorgie
  -  Roumanie
- Qualifié pour le tour de repêchage
  -  Espagne, par suite de l'exclusion de la  Russie.